# Svatováclavská smlouva
Svatováclavská smlouva je nazýván dokument uzavřený mezi šlechtou a královskými městy roku 1517. Jeho uzavření předcházelo přijetí nového zemského zákoníku roku 1500 známém jako Vladislavské zřízení zemské, v němž se šlechtě podařilo zformulovat své výsadní postavení v Českém království. Následně mezi oběma tábory propukl otevřený boj. Až nové ohrožení šlechty i měst selským povstáním přivedlo obě strany k jednacímu stolu a nakonec po mnohaletých jednáních se roku 1517 obě znepřátelené strany dohodly na narovnání.
Šlechta přiznala zástupcům měst právo třetího hlasu na zemských sněmech. Města zase musela přiznat šlechtě právo na vaření piva a jinou hospodářskou činnost. Tak si sice měšťanstvo udrželo své politické pozice, ale za cenu podstatných ústupků v hospodářské oblasti. Smlouva také upravovala osobní příslušnost zemských a městských soudů a s tím související soustavu kolizních norem. Byla potvrzena zásada, že každý má být souzen příslušníky svého stavu jen s několika výjimkami. Měšťan mohl být pohnán před zemský nebo krajský soud, jen byl-li polapen při „horkém skutku na právě cizím“, či provinil-li se proti králi a nebo týkala-li se věc zemských statků. Naopak šlechta příslušela před městské soudy, jen když o to sama požádala, nebo jednalo-li se o městské nemovitosti.
Svatováclavská smlouva byla tedy reakcí na stále větší narušování stavovského principu personality práva. Neustále se rozvíjející společenský a hospodářský život přiváděl jak šlechtice tak měšťany do čilého obchodního styku, k účasti na úvěrových obchodech a v neposlední řadě i do kontaktů, které nezřídka končily trestními aférami, což vedlo ke zpochybnění uzavřenosti v právu jednotlivých stavů. Právní řád na to z nezbytnosti reagoval soustavou kolizních norem, které měly umožnit činnost soudů a řešení otázek soudní příslušnosti jak šlechty, tak i měšťanů.
Většina ustanovení Svatováclavské smlouvy však měla význam toliko formální, zejména pokud jde o sporné otázky hospodářské, proto boj mezi stavy nebyl smlouvou zdaleka uzavřen a dále ještě docházelo nejenom k politickým, ale dokonce ozbrojeným střetům. Smlouva svatováclavská přes jisté ústupky šlechty byla ve skutečnosti prvou velkou porážkou královských měst a jakási malá předehra k mocenskému pádu měst, spojeném s porážkou Stavovského odboje v roce 1547.

## Edice a tisky
- Smlúwa wssech trzij stawuo Swatowáczláwskeho sněmu we dsky wložená. Létha Bosýho etc Sedmnáczteého. W Starém Miestie Pražském na Luži : Mikuláss Konač wytiskl, [1517]. on-line na Manuscriptoriu
- Codex iuris Bohemici IV/1, s. 91–103 (Smlúva Svatováclavská). [nedostupný zdroj]